# Culicoides pygmaeus
Culicoides pygmaeus är en tvåvingeart som beskrevs av Tokunaga 1963. Culicoides pygmaeus ingår i släktet Culicoides och familjen svidknott. Inga underarter finns listade i Catalogue of Life.